# Аниридија
Аниридија је ретка конгенитална билатерална хипоплазија дужице, односно наследни поремећај који се карактерише недостатком дужице у оку. Овај поремећај може бити удружен са другим очним абнормалностима. То није изоловани деформитет, већ поремећај целог ока са последичном хипоплазијом жуте мрље на мрежњачи и оптичког нерва, катарактом, променама на рожњачи итд.

## Етиологија
Аниридија је наследни поремећај, а наслеђује се аутозомно доминантно. Понекад може да настане и при тешким повредама очне јабучице.

## Клиничка слика
Од субјективних симптома присутна је слаба оштрина вида, која није пропорционална степену хипоплазије дужице. Осим тога, јавља се фотофобија (појачана осетљивост на светлост). Објективно се запажа недостатак дужице, нистагмус (дрхтање очних јабучица), страбизам (скретање ока), глауком (повећан очни притисак), губитак фовеалног рефлекса и други симптоми и знакови болести.

## Дијагноза и лечење
Дијагноза се поставља на основу офталмолошког прегледа. Излечење аниридије није могуће, тако да је терапија симптоматска. Усмерена је на превенцију настанка глаукома, корекцију рефрактерних поремећаја, лечење страбизма и других абнормалности који се јављају уз хипоплазију дужице ока.